# 브로츠와프군

돌니실롱스크주 지도에 표시된 브로츠와프군의 위치

브로츠와프군(폴란드어: powiat wrocławski)은 폴란드 돌니실롱스크주에 위치한 군으로 면적은 1,116.2km2, 인구는 148,663명(2019년 6월 30일 기준), 인구 밀도는 130명/km2이다. 군청 소재지는 브로츠와프이지만 브로츠와프군에 속하지 않고 별도의 도시군으로 존재한다.
북쪽으로는 트셰브니차군, 동쪽으로는 올레시니차군, 남동쪽으로는 오와바군, 남쪽으로는 스트셸린군, 남서쪽으로는 지에르조니우프군, 시비드니차군, 서쪽으로는 시로다군과 접한다. 9개 지방 자치체(3개 도시형 농촌, 6개 농촌)를 관할한다.

군기
군 문장